# Гаврилов Юрій Анатолійович
Юрій Анатолійович Гаврилов (27 лютого 1967, Донецьк — 2021) — український гандболіст, що грав на позиції правого крайнього, олімпійський чемпіон у складі Об'єднаної команди. Заслужений майстер спорту України (1992).

## Біографія
Його дитячим тренером був Микола Іванович Бердніков. Починав кар'єру в донецькому «Спартаку», потім грав за київський СКА (1985—1992), виступав у чемпіонатах Іспанії та Люксембургу. Після завершення кар'єри жив та працював у Люксембургу.
Виступав у збірних СРСР, СНД та України.
Здобув срібло чемпіонату світу-1990 року в Чехословаччині.
Золоті олімпійські медалі Юрій Гаврилов виборов у складі збірної Об'єднаної команди на Олімпіаді 1992 року в Барселоні. У фінальному турнірі зіграв усі шість матчів, закинув 19 голів.